# Vollaufmühle
Vollaufmühle (früher auch Weißensteinermühle genannt) ist ein Gemeindeteil des Marktes Grafengehaig im oberfränkischen Landkreis Kulmbach. Vollaufmühle liegt in der Gemarkung Horbach.

## Geografie
Die Einöde liegt am linken Ufer des Vollaufmühlbachs. Eine Anliegerstraße führt nach Weißenstein (0,4 km östlich). Ein Wirtschaftsweg führt nach Vollauf (0,3 km nordwestlich).

## Geschichte
Gegen Ende des 18. Jahrhunderts bestand Vollaufmühle aus einem Anwesen. Das Hochgericht übte das Burggericht Guttenberg aus. Es hatte ggf. an das bambergische Centamt Marktschorgast auszuliefern. Das Rittergut Guttenberg-Schlößlein war Grundherr der Mahlmühle.
Mit dem Gemeindeedikt wurde Vollaufmühle dem 1812 gebildeten Steuerdistrikt Eppenreuth und der im selben Jahr gebildeten Gemeinde Horbach zugewiesen. Im Zuge der Gebietsreform in Bayern wurde Vollaufmühle am 1. Januar 1972 nach Grafengehaig eingegliedert.

### Einwohnerentwicklung
| Jahr      | 001818 | 001861 | 001871 | 001885 | 001900 | 001925 | 001950 | 001961 | 001970 | 001987 |
| Einwohner |        | 5      | 7      | 9      | 3      | 4      | 4      | 2      | 2      | 1      |
| Häuser    | 1      |        |        | 1      | 1      | 1      | 1      | 1      |        | 1      |
| Quelle    | [ 6 ]  | [ 9 ]  | [ 10 ] | [ 11 ] | [ 12 ] | [ 13 ] | [ 14 ] | [ 15 ] | [ 16 ] | [ 1 ]  |

## Religion
Vollaufmühle ist seit der Reformation evangelisch-lutherisch geprägt und gehört bis heute zur Pfarrei Zum Heiligen Geist (Grafengehaig).